# Stomatologie

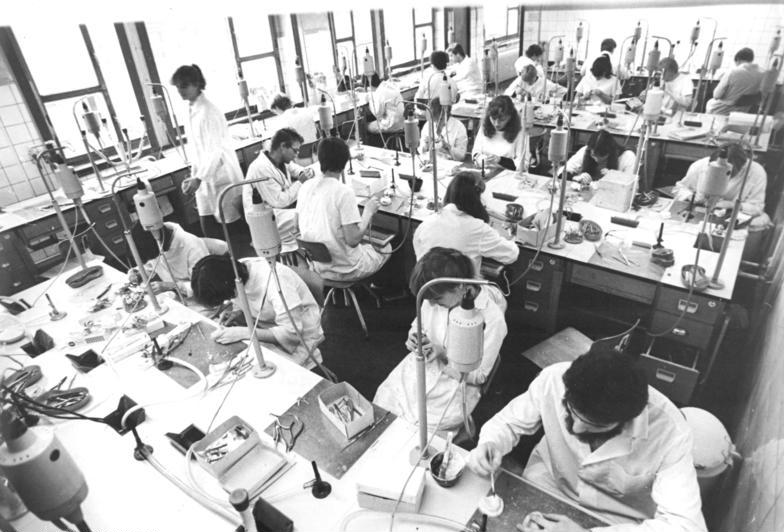
Ausbildung in der Sektion Stomatologie der Universität Leipzig (1984)

Die Stomatologie (griechisch στόμα stóma, deutsch ‚Mund‘ und λόγος lógos, deutsch ‚Wort‘, ‚Lehre‘) ist die Wissenschaft der Heilkunde der Krankheiten der Mundhöhle, also der Mund-, Kiefer- und Zahnmedizin. Stomatologe ist außerhalb der Bundesrepublik ein Alternativbegriff für Zahnarzt und fand im binnendeutschen Sprachraum insbesondere in der DDR Anwendung.
Als stomatognathes System bezeichnet man das Zahn-Mund-Kiefer-System.
Das Wort Stomatologie wurde von zahnärztlichen Kliniken, wissenschaftlichen Gesellschaften und Fachzeitschriften schon früh bei deren Namensgebung verwendet. Die in Europa prominentesten sind die mittlerweile im 106. Jahrgang erscheinende Österreichische Zeitschrift für Stomatologie (seit 2002 nur Stomatologie) sowie die fast gleichaltrige ungarische Fachzeitschrift Fogorvosi szemle mit dem Untertitel Stomatologia Hungarica, 2009 bereits als Jahrgang 102.

## DDR
In der Deutschen Demokratischen Republik (DDR) war die Bezeichnung Stomatologie für Zahnmedizin allgemein üblich. Das Studium wurde in der Regel mit einer Diplomarbeit abgeschlossen (Dipl.-Stom. = Diplom-Stomatologe). Dem Studium konnte eine Weiterbildung zum Fachzahnarzt für allgemeine Stomatologie folgen. Zahnärzte im Osten führen auch heute noch diesen Facharzt- oder Diplomgrad (z. B. auf ihren Praxisschildern, Formularen und Stempeln).
Der Begriff Stomatologie war als Erweiterung des als zu eng gefassten Begriffes Zahnheilkunde gedacht, da sich der Zahnarzt mit der wissenschaftlichen Entwicklung der Zahnheilkunde immer mehr als Arzt verstand, der nicht nur isoliert die Zähne behandelt, sondern als Spezialist für den gesamten Mundraum zuständig ist und darüber hinaus auch für die Kiefer und das Kiefergelenk (mit Überschneidungen zu anderen Fachgebieten: Kieferchirurgie, HNO).
In dem unter Vorsitz des Hallenser Ordinarius Erwin Reichenbach (1897–1973) vom Wissenschaftlichen Beirat für Zahnmedizin beim Staatssekretariat für Hochschulwesen und Fachschulwesen (SHF) 1953 überarbeiteten Studienplan tauchte erstmals die „Stomatologie“ anstatt der „Zahn-, Mund- und Kiefer-Krankheiten“ auf.

## Europa
Im Rahmen der Reform des Zahnmedizinstudiums in einigen europäischen Ländern (größerer Schwerpunkt auf allgemeinmedizinische Aspekte) fand der Begriff der Stomatologie sowohl in den osteuropäischen Ländern (Sowjetunion – стоматология, Rumänien – Cabinete stomatologice, Bulgarien, Polen, Slowakei – Stomatologia, Tschechien – Stomatologie) als auch in den westeuropäischen Ländern (z. B. Frankreich – Odonto-Stomatologie, Spanien – estomatología und odontoestomatología, Italien – apparato stomatognatico) größere Verbreitung. Lediglich in der Bundesrepublik (vor 1989) und im angloamerikanischen Sprachraum hat er sich nie durchgesetzt.

## Bedeutungsunterschiede
Allerdings gab und gibt es gewisse Bedeutungsunterschiede des Begriffes Stomatologie in den verschiedenen Ländern. In den osteuropäischen Ländern wurde in Anlehnung an die Begriffsdefinition der tonangebenden Sowjetunion unter Stomatologie die gesamte Zahnheilkunde mit allen ihren Spezialgebieten verstanden. Dagegen wurde im angloamerikanischen Raum als Stomatologie nur das zusätzlich hinzukommende Fachgebiet bezeichnet, das zur eigentlichen engen und auf den Zahn beschränkten „Zahnheilkunde“ dazu kam – dieser Begriff verschwand im angloamerikanischen Raum aber wieder und das neue Fachgebiet für die gesamte Mundhöhle wurde in den Begriff der „Zahnheilkunde“ wieder integriert. Er wird heute teilweise als oral biology bezeichnet.